# Begonia umbellata
Espèce
Synonymes
- Begonia fissisepala C.DC.[1]
- Casparya umbellata (Kunth) A.DC.[1]
- Isopteris umbellata (Kunth) Klotzsch[1]
- Isopteryx umbellata (Kunth) Klotzsch[1]

Begonia umbellata est une espèce de plantes de la famille des Begoniaceae.
L'espèce fait partie de la section Casparya.
Elle a été décrite en 1825 par Karl Sigismund Kunth (1788-1850).

## Répartition géographique
Cette espèce est originaire du pays suivant : Colombie.